# 로드쇼
로드쇼 극장 개봉(roadshow theatrical release)은 전 세계 개봉 이전 특정 기간 동안 뉴욕시, 로스앤젤레스, 시카고 등 대도시들의 한정된 수의 극장에서 영화를 개봉하는 영화 산업 용어이다.
즉, 주요 도시의 특정 극장을 선택하여 행하는 특별 흥행으로서, 입장료도 비싼 경우가 보통이다. 로드 쇼(road show)의 어원은 미국 영화업자가 신작의 인기 테스트를 위하여 시험적으로 행하였던 특정 지역의 단기흥행에 붙여진 명칭이라고들 하지만, 현재 한국에서는 전국적으로 동시 개봉되는 특별흥행에 붙이는 명칭이 되었다.

## 예시

### 1950년대 ~ 1970년대
- 성의 (1953)
- 스타 탄생 (1954)
- 다이얼 M을 돌려라 (1954)
- 리차드 3세 (1955)
- 에덴의 동쪽 (1955)
- 아가씨와 건달들 (1955)
- 상류사회 (1956)
- 80일간의 세계 일주 (1956)
- 십계 (1956)
- 자이언트 (1956)
- 콰이 강의 다리  (1957)
- 남태평양 (1958)
- 빅 컨츄리 (1958)
- 포기와 베스 (1959)[1]
- 안네의 일기 (1959)
- 벤허 (1959)
- 잠자는 숲속의 미녀 (1959)
- 스파르타쿠스 (1960)
- 영광의 탈출  (1960)
- 웨스트 사이드 스토리 (1961)
- 뉘른베르크 재판 (1961)
- 엘 시드  (1961)
- 아라비아의 로렌스 (1962)
- 서부 개척사 (1962)
- 지상 최대의 작전  (1962)
- 더 카디널 (1963)
- 클레오파트라 (1963)
- 마이 페어 레이디 (1964)
- 메리 포핀스 (1964)
- 사운드 오브 뮤직 (1965)
- 닥터 지바고 (1965)
- 그레이트 레이스 (1965)
- 벌지 대전투 (1965)
- 카슘 공방전  (1966)
- 그랑프리 (1966)
- 닥터 두리틀 (1967)
- 겨울의 라이온 (1968)
- 2001: 스페이스 오디세이 (1968)
- 올리버! (1968)
- 로미오와 줄리엣 (1968)
- 화니 걸 (1968)
- 치티치티뱅뱅 (1968)
- 굿바이 미스터 칩스 (1969)
- 패튼 (1970)
- 도라 도라 도라 (1970)
- 지붕 위의 바이올린 (1971)
- 1776 (1972)
- 11인의 카우보이 (1972)
- 피터의 용 (1977)